# Harry Alziro Sauer
Harry Alziro Sauer (Taquara, 26 de julho de 1925 – 17 de dezembro de 2024) foi um advogado e político brasileiro.
Filho de Teófilo Sauer e de Alvina Tomasina Sauer. Casou com Neusa Teresinha Brussius Sauer, com quem teve dois filhos.
Foi eleito, em 3 de outubro de 1958, deputado estadual, pelo PTB para às 40ª e 41ª e pelo MDB para à 42ª Legislaturas da Assembleia Legislativa do Rio Grande do Sul, de 1959 a 1967.
Foi eleito deputado federal pelo Rio Grande do Sul nas eleições estaduais no Rio Grande do Sul em 1970 e nas eleições estaduais no Rio Grande do Sul em 1974.

## Morte
Harry morreu no dia 17 de dezembro de 2024, aos 99 anos.